# کبوتر شاهی شکم‌بلوطی
کبوتر شاهی شکم‌بلوطی (نام علمی: Ducula brenchleyi) گونه‌ای از پرندگان خانواده کبوتران و بومی جزایر جنوبی سلیمان است.
زیستگاه‌های طبیعی آن جنگل‌های جلگه‌ای نمناک نیمه‌گرمسیری یا گرمسیری و جنگل‌های کوهستانی نمناک نیمه‌گرمسیری یا گرمسیری است که عمدتاً در ارتفاعات ۲۰۰ تا ۷۰۰ متری قرار دارند - اگرچه اکنون به دلیل جنگل‌زدایی در بسیاری از مناطق به ارتفاعات بالاتر محدود شده‌است. از دست دادن زیستگاه آن را تهدید می‌کند.
عمدتاً از انجیر بانیان تغذیه می‌کند.